# FL140
FL140 est un abréviation utilisée en aéronautique quelle que soit la langue, indiquant un niveau de vol.
- FL est le terme désignant le niveau de vol (en anglais : Flight Level), 140 représente un niveau de vol de 14000 pieds au-dessus de la surface référence isobare 1 013,25 hPa. Suivant les conditions de pression atmosphérique, cela correspond à une altitude le plus souvent comprise entre 4000 m et 4300 m.

- FL140 est un niveau de vol usuellement attribué aux activités de parachutisme à travers le monde car au-delà, les parachutistes peuvent être sujets à des troubles dus au manque d'oxygène (hypoxie).
- FL140 est aussi une initiative d'entreprises de parachutisme professionnel représentée par FL140 parachutisme Rhône-Alpes qui opère à Roanne et Saint-Yan et FL140 Aquitaine qui opère à Saint Laurent du médoc et est aussi la société mère de la compagnie caraïbes hydravions.

Il ne faut pas confondre :
- Niveau de vol : au-dessus de l'isobare 1 013,25 hPa
- Altitude : au-dessus du niveau de la mer
- Hauteur : au-dessus du sol.